# Калгандарья
Калгандарья (каз. Қалғандария) — упразднённое село в Кызылординской области Казахстана. Находилось в подчинении городской администрации Кызылорды. Входило в состав Акжарминского сельского округа. Упразднено в 2019 г. Код КАТО — 431033200.

## Население
В 1999 году население села составляло 66 человек (39 мужчин и 27 женщин). По данным переписи 2009 года, в селе проживали 154 человека (87 мужчин и 67 женщин).